# Zapoge
Zapoge este o localitate din comuna Vodice, Slovenia, cu o populație de 221 de locuitori.